# Hierochloe laxa
Hierochloe laxa är en gräsart som beskrevs av Joseph Dalton Hooker. Hierochloe laxa ingår i släktet Hierochloe och familjen gräs. Inga underarter finns listade i Catalogue of Life.